# ایل جورناله
ایل جورناله (به ایتالیایی: Il Giornale) نام روزنامه‌ای ایتالیاییزبان است که هر روزه در کشور ایتالیا منتشر می‌شود.
روزنامه ایل جورناله از سال ۱۹۷۴ میلادی منتشر می‌شود و مرکز آن در شهر میلان قرار دارد. میانگین تیراژ آن ۲۸۹۳۳ نسخه است (در ماه مه ۲۰۲۳). این روزنامه در سال ۲۰۰۶ یکی از اصلی‌ترین روزنامه‌های ملی ایتالیا در این کشور به حساب می‌آمد.

### ایل جورناله دلا لیبرتا
ایل جورناله دلا لیبرتا یک هفته نامه سیاسی آزاد بود که توسط میشلا ویتوریا برامبیلا رهبری می‌شد و به ایل جورناله وابسته بود. تحریریه آن به شدت مورد انتقاد قرار گرفت و بعدها دست به اعتصاب زد که این دومین بار پس از خروج مونتانلی بود. آخرین شماره در مه ۲۰۰۸ منتشر شد.

## ویراستاران
- ایندرو مونتانلی (۱۹۷۴–۱۹۹۴)
- ویتوریو فلتری (۱۹۹۴–۱۹۹۷)
- ماریو کروی (۱۹۹۷–۲۰۰۰)
- مائوریتزیو بلپیترو (۲۰۰۰–۲۰۰۷)
- ماریو جووردانو (۲۰۰۷–۲۰۰۹)
- ویتوریو فلتری (۲۰۰۹–۲۰۱۰)
- الساندرو سالوستی (۲۰۱۰–۲۰۲۱)
- آگوستو مینزولینی (۲۰۲۱–۲۰۲۳)
- الساندرو سالوستی (۲۰۲۳-امروز)

## مدیریت
- ایندرو مونتانلی (۲۵ ژوئن ۱۹۷۴–۱۱ ژانویه ۱۹۹۴)
- انزو بتیزا (۲۵ ژوئن ۱۹۷۴–۱۹۸۳)، کارگردان
- کارگردان مشترک، جیان گالیزو بیازی ورگانی (۱۹۸۳–۱۹۹۱)
- فدریکو اورلاندو (۱۹۹۱–۱۹۹۴)، کارگردان
- پائولو گرانزوتو (به‌طور موقت، ۱۲ تا ۱۹ ژانویه ۱۹۹۴)
- ویتوریو فلتری (۲۰ ژانویه ۱۹۹۴–۳۰ نوامبر ۱۹۹۷)
- ماریو کروی (۱ دسامبر ۱۹۹۷–۱۹ نوامبر ۲۰۰۰)
- ماریتزیو دلپیترو (۲۰ نوامبر ۲۰۰۰–۷ اکتبر ۲۰۰۷)
- ماریو جووردانو (۸ اکتبر ۲۰۰۷–۲۳ اوت ۲۰۰۹)
- ویتوریو فلتری (دومین بار)، (۲۴ اوت ۲۰۰۹–۲۳ سپتامبر ۲۰۱۰)
- الساندرو سالوستی (۲۴ سپتامبر ۲۰۱۰–۲۶ سپتامبر ۲۰۱۲)
- دفتر خالی (۲۷ سپتامبر - ۲ اکتبر ۲۰۱۲)
- الساندرو سالوستی (دومین بار)، (۳ اکتبر ۲۰۱۲–۱۶ مه ۲۰۲۱)
- لیویو کاپوتو (موقت، ۱۷ مه - ۱۴ ژوئن ۲۰۲۱)
- آگوستو مینزولینی (۱۵ ژوئن ۲۰۲۱–۶ سپتامبر ۲۰۲۳)
- الساندرو سالوستی (سومین بار)، سردبیر، (۷ سپتامبر ۲۰۲۳ - در سمت کار)
- ویتوریو فلتری (سومین بار)، مدیر تحریریه، (۷ سپتامبر ۲۰۲۳ - در سمت کار